# Jüdischer Friedhof (Sindorf)

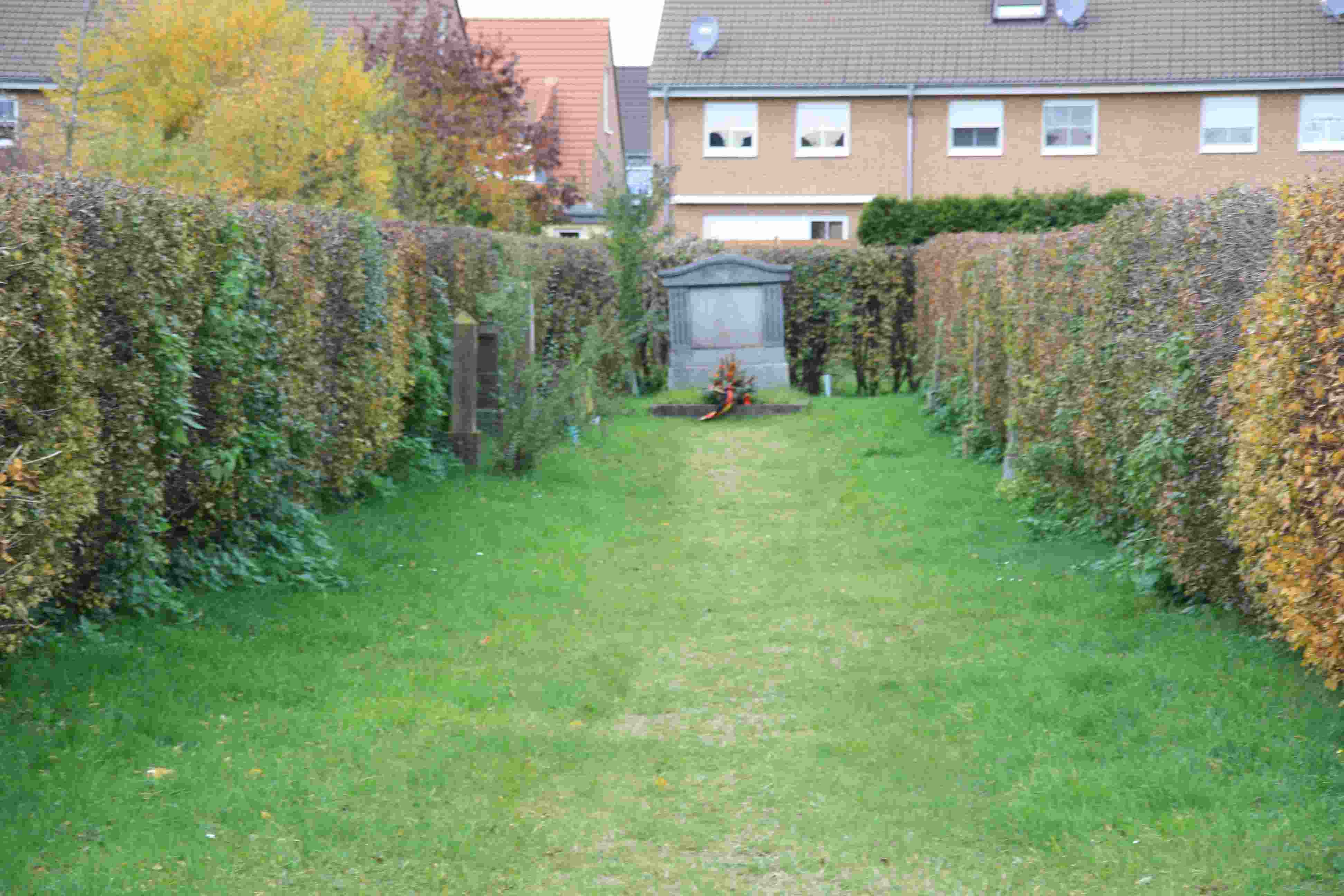
Ansicht des Friedhofs

Der Jüdische Friedhof Sindorf liegt im Stadtteil Sindorf von Kerpen im Rhein-Erft-Kreis (Nordrhein-Westfalen). 
Auf dem jüdischen Friedhof, der von 1830 bis 1938 belegt wurde, sind sechs Grabsteine (Mazewot) vorhanden. Während der Zeit des Nationalsozialismus wurde der damals in Privatbesitz übergegangene Friedhof landwirtschaftlich genutzt. 1947 wurde der Begräbnisplatz mit den wenigen Grabsteinen und einem Gedenkstein wieder rekonstruiert.
Der Begräbnisplatz ist von einer Hecke umgeben. Das eiserne Tor an der Kopfseite ist unverschlossen. Direkt neben dem Friedhof liegt ein Neubaugebiet.